# Ephesia esther
Ephesia esther là một loài bướm đêm trong họ Noctuidae.